# Crambodes talidiformis
Crambodes talidiformis är en fjärilsart som beskrevs av Achille Guenée 1852. Crambodes talidiformis ingår i släktet Crambodes och familjen nattflyn. Inga underarter finns listade i Catalogue of Life.